# 湯加島稀棘䲁
湯加島稀棘䲁（學名：Meiacanthus tongaensis），為輻鰭魚綱鳚形目䲁科稀棘䲁屬的一種，分布於太平洋東加海域，深度0至16公尺，本魚體延長，稍側扁，頭頂無冠膜，無鬚，下頜兩側有犬齒具有毒腺，成年體有月狀尾鰭，鰭葉細長，頭部和背部呈黃綠色，腹部為淺黃色，背鰭和臀鰭呈綠黃色，近背鰭基部有寬黑色條紋，尾鰭基部和鰭葉呈綠黃色，中後部透明，有淺綠黃色射線，背鰭硬棘4枚、背鰭軟條27-28枚、臀鰭硬棘2枚、臀鰭軟條17-18枚，體長可達10公分，棲息在沿岸淺水域，雌魚產附著性卵，雄魚有護卵行為，生活習性不明。